# アルヴィニャーノ
アルヴィニャーノ（伊: Alvignano）は、イタリア共和国カンパニア州カゼルタ県にある、人口約4,400人の基礎自治体（コムーネ）。

## 地理

### 位置・広がり

#### 隣接コムーネ
隣接するコムーネは以下の通り。
- アリーフェ
- カイアッツォ
- ドラゴーニ
- ジョーイア・サンニーティカ
- リーベリ
- ルヴィアーノ

### 気候分類・地震分類
アルヴィニャーノにおけるイタリアの気候分類 (it) および度日は、zona C, 1308 GGである。
また、イタリアの地震リスク階級 (it) では、zona 2 (sismicità media) に分類される。